# 貝塞爾 (北卡羅萊納州海伍德縣)
貝塞爾（英語：Bethel）是位於美國北卡羅萊納州海伍德縣的非建制地區。

## 地理
貝塞爾所處的海拔為高於海平面823米（即2700英呎），而該地所採用的時區為UTC-5，即北美东部时区（EST）。同時該地設有夏令時間，為UTC-5調快一小時，即UTC-4（EDT）。